# Il villaggio delle streghe
Il villaggio delle streghe (The Offspring - From a Whisper to a Scream) è un film del 1987 diretto da Jeff Burr.

## Trama
In una cittadina del Tennessee, Oldfield, avvengono degli omicidi commessi dagli abitanti della città vittima di una maledizione. Una giornalista si reca nel villaggio ad intervistare un anziano bibliotecario, Julian White (Vincent Price), dopo aver assistito alla pena di morte della nipote. Quest'ultimo le racconterà quattro storie sinistre avvenute ad Oldfield in passato.
La prima storia narra l’amore non ricambiato di Stanley Burnside verso una sua collega di lavoro, Grace. Stanley abita con la sorella che, affetta da una febbre reumatica, necessita di continue attenzioni e di stare perennemente a casa. La sorella cercherà di creare un legame morboso con il fratello che invece risulterà allontanarsi da essa fino ad ucciderla tramite soffocamento e strangolamento nella vasca da bagno. Stanley arriverà anche ad uccidere la propria amata ed avrà un rapporto con lei all’obitorio per dimostrare con Grace é sua e di nessun altro. Le morti da esso provocate gli si ritorceranno contro.
Il secondo episodio narra la storia di Jesse Hardwick. Questi verrà ritrovato in un fiume da Felden Evans possessore dell’elisir di lunga vita che Jesse tenterà di rubare tentando di uccidere invano Fender. Quest’ultimo si vendicherà cospargendo il corpo di Jesse con l’elisir che lo farà vivere per altri settant’anni per poi dargli fuoco. La vendetta è stata così attuata: Jesse sarà costretto a vivere con il proprio corpo ustionato.
La terza storia vede come protagonista Steven Arden, ragazzo che lavora all’interno di un circo, capace di triturare con i propri denti lamette, bulloni e in particolar modo il vetro. Questa dote gli è stata conferita da Snakewoman nonché la proprietaria del circo che considera il ragazzo di sua proprietà. Dato che questi svilupperà una relazione con la giovane Amarrillis, subirà varie torture provocatogli dalla proprietaria tramite l’utilizzo di una bambola vodoo fino a procurargli la morte.
Infine vi è la vicenda di quattro combattenti di guerra che verranno ritrovati da alcuni bambini e subiranno varie tipi di torture poiché i bambini, rimasti ormai orfani a causa della guerra che ha portato via loro i propri genitori, decideranno di placare il loro animo uccidendo coloro che hanno preso parte alla guerra.
Il film si conclude con la discussione ancora aperta tra il bibliotecario e la giornalista e quest’ultima gli rivelerà che conosceva già la bambina e che ha commesso dei crimini poiché la sua mente è stata stimolata dallo stesso zio affetto dalla maledizione. L’ultima scena vede Julian White accasciato sulla propria poltrona poiché accoltellato dalla stessa scrittrice.